# Braunrückentamarin
Der Braunrückentamarin (Leontocebus fuscicollis, Syn.: Saguinus fuscicollis) ist eine Primatenart aus der Familie der Krallenaffen (Callitrichidae). Er lebt in mehreren Unterarten im nördlichen Südamerika.
Braunrückentamarin (Leontocebus fuscicollis fuscicollis)

Link zum Bild

## Merkmale
Braunrückentamarine sind wie alle Krallenaffen relativ kleine Primaten, sie erreichen ein Gewicht von rund 320 bis 550 Gramm. Die Schultern und Vorderbeine sind schwarz oder dunkelbraun, der hintere Teil des Rückens und die Hinterbeine sind braun, der Rumpf kann am hinteren Ende ins Rötliche übergehen. Der Kopf ist schwarz, die großen Ohren sind unbehaart, die Schnauze ist weiß. Wie bei allen Krallenaffen befinden sich an den Fingern und Zehen (mit Ausnahme der Großzehe) Krallen statt Nägel.

## Verbreitung und Lebensraum

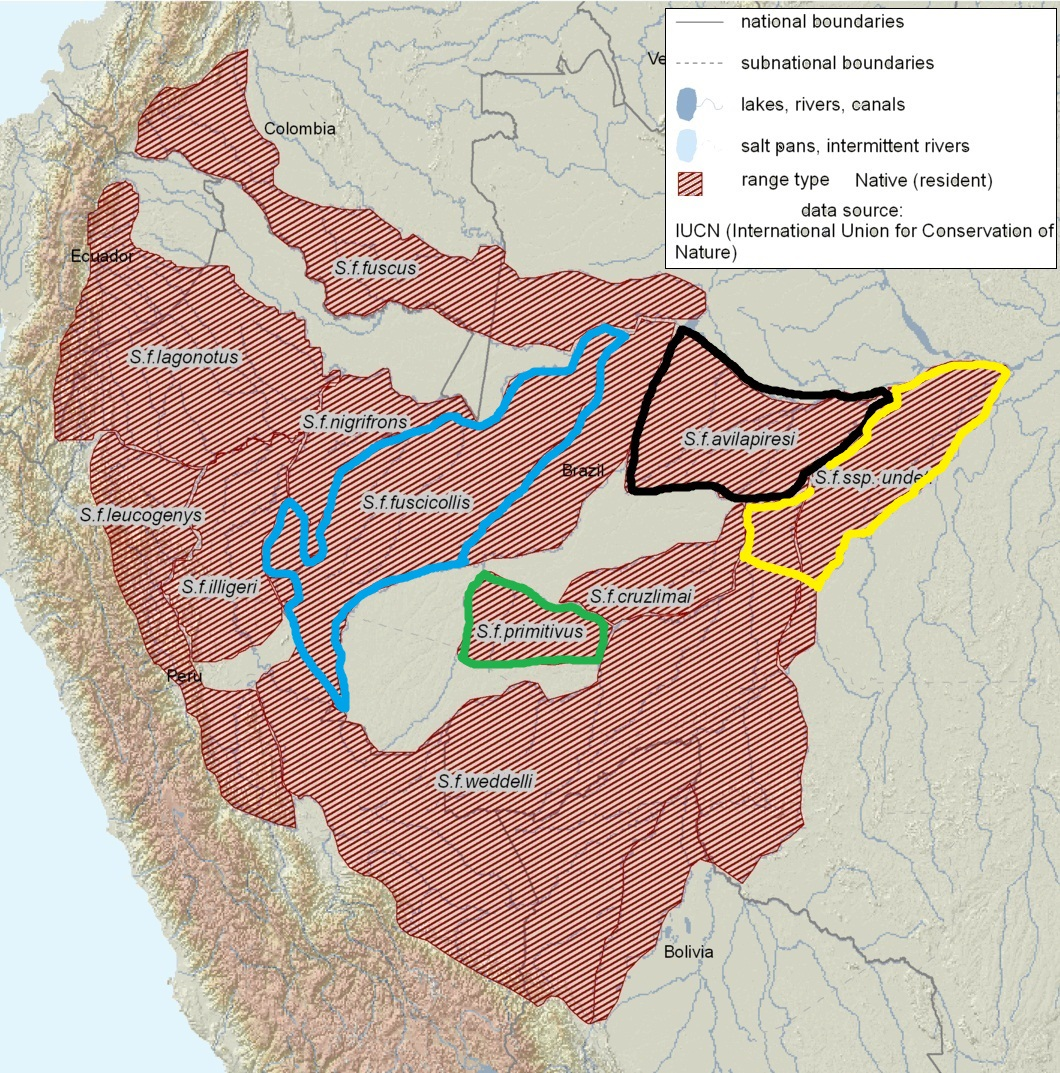
Verbreitungsgebiete der vier Unterarten des Braunrückentamarins:
Leontocebus f. avilapiresi
Leontocebus f. fuscicollis
Leontocebus f. mura
Leontocebus f. primitivus

Braunrückentamarine sind im westlichen Amazonasbecken zwischen Amazonas und Rio Madeira beheimatet. Ihr Lebensraums sind tropische Regenwälder, wobei sie dicht mit Unterholz bestandene Gebiete wie Waldränder und Sekundärwälder bevorzugen.

## Lebensweise und Ernährung
Diese Primaten sind wie alle Tamarine tagaktive Baumbewohner. Im Geäst bewegen sie sich auf allen vieren oder springend fort, dank ihrer Krallen können sie auch gut an senkrechten Stämmen klettern. Sie halten sich dabei meist in den unteren Baumschichten (unter 10 Meter) auf.
Braunrückentamarine leben in Gruppen von 3 bis 8 Tieren. Gruppen setzen sich meist aus mehreren Männchen, einem Weibchen und den dazugehörigen Jungtieren zusammen. Sie vergesellschaften sich häufig mit anderen Tamarinarten, etwa dem Kaiserschnurrbarttamarin. Diese Vergesellschaftungen dienen vermutlich dazu, Fressfeinde schneller entdecken zu können.
Sie sind Allesfresser, die vorwiegend Insekten, Früchte und Nektar zu sich nehmen.

## Fortpflanzung
Das Weibchen paart sich mit allen Männchen der Gruppe (Polyandrie). Nach einer rund 140- bis 150-tägigen Tragzeit kommen meist Zwillinge zur Welt. Die Jungtiere sind sehr groß, sie haben bei der Geburt bereits rund 25 % des Gewichts der Mutter. Alle Gruppenmitglieder, insbesondere die Männchen, beteiligen sich an der Jungenaufzucht. Sie tragen sie und übergeben sie der Mutter nur zum Säugen. Die Geschlechtsreife tritt gegen Ende des zweiten Lebensjahres ein.

## Systematik
Heute sind noch vier von ehemals 14 Unterarten anerkannt, neben der auch als Spix-Tamarin bezeichneten Nominatform (Leontocebus fuscicollis fuscicollis), dessen Verbreitungsgebiet zwischen Solimões im Norden, Rio Javari im Westen und Rio Juruá im Osten liegt, sind dies: 
- der Avila-Pires-Tamarin (Leontocebus f. avilapiresi Hershkovitz, 1966) kommt im mittleren Amazonasbecken zwischen dem Amazonas im Norden, dem Rio Purus im Süden und Osten und dem Rio Juruá im Westen vor,[4]
- der Mura-Braunrückentamarin (Leontocebus f. mura Röhe, Silva Jr., Sampaio & Rylands, 2009), benannt nach dem indigenen Mura-Volk, lebt im Gebiet zwischen dem unteren Rio Madeira und dem unteren Rio Purus,[5][6]
- und Leontocebus f. primitivus Hershkovitz, 1977. Die Unterart kommt in einem kleinen Gebiet im Westen des brasilianischen Bundesstaates Amazonas an der Grenze zu Acre südlich des Rio Pauiní und westlich von dessen Mündung in den Rio Purus vor.[7]

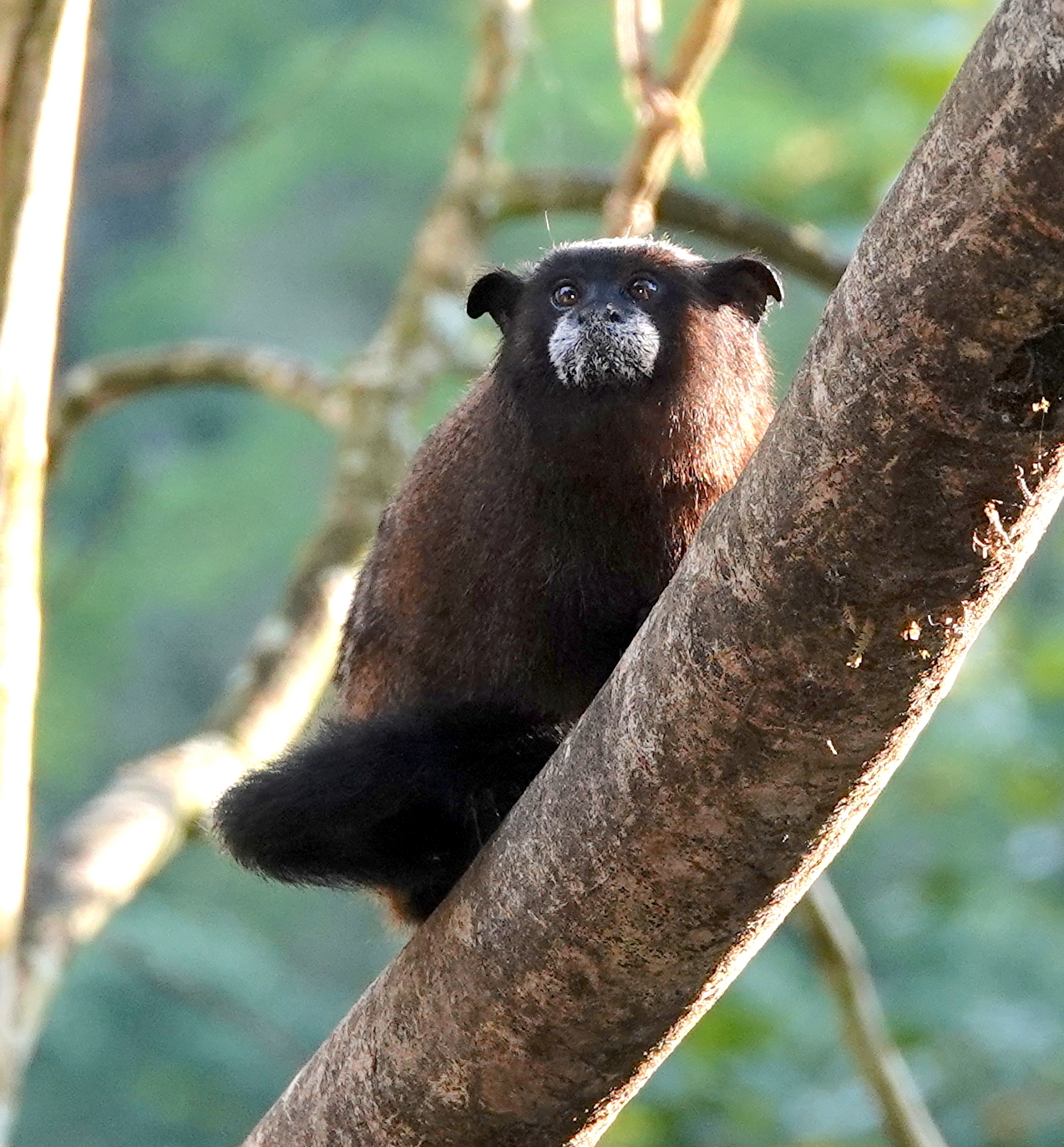
Brauner Sattelrückentamarin (L. fuscus)

Weitere ehemalige Unterarten gelten heute als eigenständige Arten, der Braune Sattelrückentamarin (L. fuscus), der Schwarzkopftamarin (L. illigeri), der Rotschultertamarin (L. lagonotus), der Anden-Sattelrückentamarin (L. leucogenys), der Schwarzstirntamarin (L. nigrifrons), der Goldmanteltamarin (L. tripartitus), der Schwarzmanteltamarin (L. weddelli) und Leontocebus cruzlimai. Der Weißmanteltamarin (L. weddelli melanoleucus) wird heute dem Schwarzmanteltamarin als Unterart zugeordnet. Bei der ehemaligen Unterart L. f. accrensis handelt es sich um Hybriden zwischen L. fuscicollis fuscicollis und L. weddelli melanoleucus.

## Gefährdung
Braunrückentamarine sind häufig und weit verbreitet, es sind keine größeren Bedrohungen bekannt. Die IUCN listet die Art als „nicht gefährdet“ (least concern). Der Mura-Braunrückentamarin gilt dagegen als potenziell gefährdet (Near Threatened). In seinem Verbreitungsgebiet hat die Entwaldung ein solches Ausmaß angenommen, dass der Wald selbst bei den optimistischsten Szenarien innerhalb der nächsten 50 Jahre  weitgehend verschwunden sein wird und die Unterart daher vom Aussterben bedroht sein wird.